# Кубок Украины по футболу 1998/1999

В восьмом розыгрыше Кубка Украины по футболу сезона 1998/99 года приняли участие 63 команды. Проходил с 1 августа 1998 года по 30 мая 1999 года.

## Участники
| Клубы высшей лиги: | Клубы первой лиги: | Клубы второй лиги: | Обладатель кубка среди любителей: |
| - «Ворскла» (Полтава) - «Динамо» (Киев) - «Днепр» (Днепропетровск) - «Звезда» (Кировоград) - «Карпаты» (Львов) - «Кривбасс» (Кривой Рог) - «Металлист» (Харьков) - «Металлург» (Донецк) - «Металлург» (Запорожье) - «Металлург» (Мариуполь) - СК «Николаев» - «Нива» (Тернополь) - «Прикарпатье» (Ивано-Франковск) - «Таврия» (Симферополь) - ЦСКА (Киев) - «Шахтер» (Донецк) | - «Буковина» (Черновцы) - ФК «Винница» - «Волынь» (Луцк) - «Десна» (Чернигов) - «Динамо-2» (Киев) - «Кремень» (Кременчуг) - ФК «Львов» - «Металлург» (Никополь) - «Нефтяник» (Ахтырка) - «Полиграфтехника» (Александрия) - «Подолье» (Хмельницкий) - «Полесье» (Житомир) - «Сталь» (Алчевск) - «Торпедо» (Запорожье) - ФК «Черкассы» - «Черноморец» (Одесса) - «Шахтер» (Макеевка) - «Явор» (Краснополье) | - «Авангард» (Ровеньки) - «Бумажник» (Малин) - «Верес» (Ровно) - «Виктор» (Запорожье) - «Верховина» (Ужгород) - «Газовик» (Комарно) - «Галичина» (Дрогобыч) - «Горняк-Спорт» (Комсомольск) - «Динамо-3» (Киев) - «Динамо-СКА» (Одесса) - «Электрон» (Ромны) - «Заря» (Луганск) - «Кристалл» (Чортков) - «Кристалл» (Херсон) - «Локомотив» (Смела) - «Металлург» (Новомосковск) - ФК «Миргород» - «Нефтяник» (Долина) - «Оболонь-ПВО» (Киев) - СК «Одесса» - «Олимпия-АЭС» (Южноукраинск) - «Оскол» (Купянск) - «Портовик» (Ильичевск) - «Система-Борекс» (Бородянка) - «Титан» (Армянск) - «Цементник-Хорда» (Николаев) - «Черноморец» (Севастополь) - «Шахтер» (Стаханов) | - «Заря» (Хоростков)              |

## Предварительный этап
| Команда 1            | Счёт | Команда 2          |
| -------------------- | ---- | ------------------ |
| 1 августа 1998 года  |      |                    |
| «Кристалл» (Чортков) | 3:1  | «Заря» (Хоростков) |

## 1/128 финала
| Команда 1                    | Итог | Команда 2                    | 1-й матч | 2-й матч |
| ---------------------------- | ---- | ---------------------------- | -------- | -------- |
| «Портовик» (Ильичевск)       | 1:7  | СК «Одесса»                  | 1:3      | 0:4      |
| «Металлург» (Новомосковск)   | 8:2  | «Виктор» (Запорожье)         | 4:0      | 4:2      |
| «Буковина» (Черновцы)        | 2:3  | «Цементник-Хорда» (Николаев) | 1:2      | 1:1      |
| «Кристалл» (Чортков)         | 4:6  | «Верховина» (Ужгород)        | 4:1      | 0:5      |
| «Черноморец» (Севастополь)   | 1:2  | «Титан» (Армянск)            | 0:1      | 1:1      |
| «Олимпия-АЭС» (Южноукраинск) | 5:1  | «Локомотив» (Смела)          | 3:1      | 2:0      |
| «Динамо-3» (Киев)            | 0:5  | «Система-Борекс» (Бородянка) | 0:4      | 0:1      |
| «Горняк-Спорт» (Комсомольск) | 1:5  | «Оболонь-ПВО» (Киев)         | 0:2      | 1:3      |
| «Верес» (Ровно)              | 0:5  | «Газовик» (Комарно)          | 0:2      | 0:3      |
| «Нефтяник» (Долина)          | 1:2  | «Бумажник» (Малин)           | 0:0      | 1:2      |
| «Кристалл» (Херсон)          | 4:1  | «Динамо-СКА» (Одесса)        | 3:1      | 1:0      |
| «Шахтер» (Стаханов)          | 5:2  | «Авангард» (Ровеньки)        | 4:0      | 1:2      |
| «Оскол» (Купянск)            | 0:2  | «Заря» (Луганск)             | 0:0      | 0:2      |
| «Электрон» (Ромны)           | 6:2  | ФК «Миргород»                | 4:1      | 2:1      |
| «Галичина» (Дрогобыч)        | 1:3  | «Подолье» (Хмельницкий)      | 1:2      | 0:1      |

## 1/64 финала
| Команда 1                       | Итог       | Команда 2                    | 1-й матч | 2-й матч |
| ------------------------------- | ---------- | ---------------------------- | -------- | -------- |
| «Черноморец» (Одесса)           | 2:4        | СК «Одесса»                  | 1:1      | 1:3      |
| «Полиграфтехника» (Александрия) | 2:3 (д.в.) | «Металлург» (Новомосковск)   | 1:0      | 1:3      |
| «Цементник-Хорда» (Николаев)    | 2:2        | «Нива» (Винница)             | 0:0      | 2:2      |
| «Верховина» (Ужгород)           | 2:3        | ФК «Львов»                   | 1:0      | 1:3      |
| «Олимпия-АЭС» (Южноукраинск)    | 0:1        | «Кремень» (Кременчуг)        | 0:1      | -:+      |
| ФК «Черкассы»                   | 3:0        | «Система-Борекс» (Бородянка) | 3:0      | 0:0      |
| «Явор» (Краснополье)            | 4:2        | «Оболонь-ПВО» (Киев)         | 2:1      | 2:1      |
| «Газовик» (Комарно)             | 5:2        | «Динамо-2» (Киев)            | 3:2      | 2:0      |
| «Полесье» (Житомир)             | 1:2        | «Бумажник» (Малин)           | 1:1      | 0:1      |
| «Металлург» (Никополь)          | 6:4        | «Кристалл» (Херсон)          | 4:1      | 2:3      |
| «Шахтер» (Стаханов)             | 2:7        | «Сталь» (Алчевск)            | 2:6      | 0:1      |
| «Шахтер» (Макеевка)             | 2:3        | «Заря» (Луганск)             | 1:2      | 1:1      |
| «Электрон» (Ромны)              | 2:4        | «Нефтяник» (Ахтырка)         | 2:2      | 0:2      |
| «Подолье» (Хмельницкий)         | 2:3        | «Волынь» (Луцк)              | 1:0      | 1:3      |
| «Титан» (Армянск)               | 1:3        | «Торпедо» (Запорожье)        | 1:1      | 0:2      |

## 1/32 финала
| Команда 1              | Итог       | Команда 2                    | 1-й матч | 2-й матч |
| ---------------------- | ---------- | ---------------------------- | -------- | -------- |
| СК «Одесса»            | 6:3        | «Металлург» (Новомосковск)   | 2:0      | 4:3      |
| ФК «Львов»             | 7:3        | «Цементник-Хорда» (Николаев) | 5:0      | 2:3      |
| «Торпедо» (Запорожье)  | 0:2        | «Кремень» (Кременчуг)        | 0:2      | 0:0      |
| «Явор» (Краснополье)   | 1:3        | ФК «Черкассы»                | 0:0      | 1:3      |
| «Газовик» (Комарно)    | 2:5 (д.в.) | «Десна» (Чернигов)           | 2:0      | 0:5      |
| «Металлург» (Никополь) | 1:0        | «Бумажник» (Малин)           | 1:0      | 0:0      |
| «Заря» (Луганск)       | 0:7        | «Сталь» (Алчевск)            | 0:0      | 0:7      |
| «Нефтяник» (Ахтырка)   | 5:5        | «Волынь» (Луцк)              | 5:4      | 0:1      |

## 1/16 финала
| Команда 1               | Итог | Команда 2                       | 1-й матч | 2-й матч |
| ----------------------- | ---- | ------------------------------- | -------- | -------- |
| «Металлург» (Запорожье) | 4:5  | СК «Одесса»                     | 3:2      | 1:3      |
| ФК «Львов»              | -:+  | «Металлист» (Харьков)           | 2:1      | -:+      |
| «Звезда» (Кировоград)   | 8:1  | «Кремень» (Кременчуг)           | 5:1      | 3:0      |
| ФК «Черкассы»           | 3:4  | «Таврия» (Симферополь)          | 1:1      | 2:3      |
| «Десна» (Чернигов)      | 1:2  | «Прикарпатье» (Ивано-Франковск) | 1:1      | 0:1      |
| «Металлург» (Никополь)  | 2:3  | СК «Николаев»                   | 1:1      | 1:2      |
| «Металлург» (Мариуполь) | 5:3  | «Сталь» (Алчевск)               | 2:0      | 3:3      |
| ЦСКА (Киев)             | 2:2  | «Волынь» (Луцк)                 | 0:0      | 2:2      |

## Турнирная сетка
|  | 1/8 финала 3, 8 ноября 1998 12 ноября 1998 | 1/8 финала 3, 8 ноября 1998 12 ноября 1998 | 1/8 финала 3, 8 ноября 1998 12 ноября 1998 | 1/8 финала 3, 8 ноября 1998 12 ноября 1998 |   |                        | Четвертьфиналы 16, 17 ноября 1998 20, 21 ноября 1998 | Четвертьфиналы 16, 17 ноября 1998 20, 21 ноября 1998 | Четвертьфиналы 16, 17 ноября 1998 20, 21 ноября 1998 | Четвертьфиналы 16, 17 ноября 1998 20, 21 ноября 1998 |  |                       | Полуфиналы 28 апреля 1999 6 мая 1999 | Полуфиналы 28 апреля 1999 6 мая 1999 | Полуфиналы 28 апреля 1999 6 мая 1999 | Полуфиналы 28 апреля 1999 6 мая 1999 |                   |   | Финал 30 мая 1999 | Финал 30 мая 1999 |
|  |                                            |                                            |                                            |                                            |   |                        |                                                      |                                                      |                                                      |                                                      |  |                       |                                      |                                      |                                      |                                      |                   |   |                   |                   |
|  | ЦСКА (Киев)                                | 0                                          | 0                                          | 0                                          |   |                        |                                                      |                                                      |                                                      |                                                      |  |                       |                                      |                                      |                                      |                                      |                   |   |                   |                   |
|  | Ворскла (Полтава)                          | 0                                          | 1                                          | 1                                          |   |                        |                                                      |                                                      |                                                      |                                                      |  |                       |                                      |                                      |                                      |                                      |                   |   |                   |                   |
|  | Ворскла (Полтава)                          | 0                                          | 1                                          | 1                                          |   | «Ворскла» (Полтава)    | 2                                                    | 0                                                    | 2                                                    |                                                      |  |                       |                                      |                                      |                                      |                                      |                   |   |                   |                   |
|  |                                            |                                            |                                            |                                            |   | «Ворскла» (Полтава)    | 2                                                    | 0                                                    | 2                                                    |                                                      |  |                       |                                      |                                      |                                      |                                      |                   |   |                   |                   |
|  |                                            | «Карпаты» (Львов)                          | 3                                          | 3                                          | 6 |                        |                                                      |                                                      |                                                      |                                                      |  |                       |                                      |                                      |                                      |                                      |                   |   |                   |                   |
|  | Карпаты (Львов)                            | «Карпаты» (Львов)                          | 3                                          | 3                                          | 6 | 2                      | 2                                                    | 4                                                    |                                                      |                                                      |  |                       |                                      |                                      |                                      |                                      |                   |   |                   |                   |
|  | Карпаты (Львов)                            |                                            |                                            |                                            |   | 2                      | 2                                                    | 4                                                    |                                                      |                                                      |  |                       |                                      |                                      |                                      |                                      |                   |   |                   |                   |
|  | «Металлург» (Мариуполь)                    | 0                                          | 3                                          | 3                                          |   |                        |                                                      |                                                      |                                                      |                                                      |  |                       |                                      |                                      |                                      |                                      |                   |   |                   |                   |
|  | «Металлург» (Мариуполь)                    | 0                                          | 3                                          | 3                                          |   |                        |                                                      |                                                      |                                                      |                                                      |  | «Карпаты» (Львов)     | 1                                    | 1                                    | 2                                    |                                      |                   |   |                   |                   |
|  |                                            |                                            |                                            |                                            |   |                        |                                                      |                                                      |                                                      |                                                      |  | «Карпаты» (Львов)     | 1                                    | 1                                    | 2                                    |                                      |                   |   |                   |                   |
|  |                                            | «Шахтёр» (Донецк)                          | 0                                          | 2                                          | 2 |                        |                                                      |                                                      |                                                      |                                                      |  |                       |                                      |                                      |                                      |                                      |                   |   |                   |                   |
|  | «Шахтёр» (Донецк)                          | «Шахтёр» (Донецк)                          | 0                                          | 2                                          | 2 | 4                      | 3                                                    | 7                                                    |                                                      |                                                      |  |                       |                                      |                                      |                                      |                                      |                   |   |                   |                   |
|  | «Шахтёр» (Донецк)                          |                                            |                                            |                                            |   | 4                      | 3                                                    | 7                                                    |                                                      |                                                      |  |                       |                                      |                                      |                                      |                                      |                   |   |                   |                   |
|  | Прикарпатье (Ивано-Франковск)              | 0                                          | 4                                          | 4                                          |   |                        |                                                      |                                                      |                                                      |                                                      |  |                       |                                      |                                      |                                      |                                      |                   |   |                   |                   |
|  | Прикарпатье (Ивано-Франковск)              | 0                                          | 4                                          | 4                                          |   | «Шахтёр» (Донецк)      | 2                                                    | 0                                                    | 2                                                    |                                                      |  |                       |                                      |                                      |                                      |                                      |                   |   |                   |                   |
|  |                                            |                                            |                                            |                                            |   | «Шахтёр» (Донецк)      | 2                                                    | 0                                                    | 2                                                    |                                                      |  |                       |                                      |                                      |                                      |                                      |                   |   |                   |                   |
|  |                                            | «Кривбасс» (Кривой Рог)                    | 1                                          | 0                                          | 1 |                        |                                                      |                                                      |                                                      |                                                      |  |                       |                                      |                                      |                                      |                                      |                   |   |                   |                   |
|  | СК «Николаев»                              | «Кривбасс» (Кривой Рог)                    | 1                                          | 0                                          | 1 | 0                      | 1                                                    | 1                                                    |                                                      |                                                      |  |                       |                                      |                                      |                                      |                                      |                   |   |                   |                   |
|  | СК «Николаев»                              |                                            |                                            |                                            |   | 0                      | 1                                                    | 1                                                    |                                                      |                                                      |  |                       |                                      |                                      |                                      |                                      |                   |   |                   |                   |
|  | «Кривбасс» (Кривой Рог)                    | 2                                          | 3                                          | 5                                          |   |                        |                                                      |                                                      |                                                      |                                                      |  |                       |                                      |                                      |                                      |                                      |                   |   |                   |                   |
|  | «Кривбасс» (Кривой Рог)                    | 2                                          | 3                                          | 5                                          |   |                        |                                                      |                                                      |                                                      |                                                      |  |                       |                                      |                                      |                                      |                                      | «Карпаты» (Львов) | 0 |                   |                   |
|  |                                            |                                            |                                            |                                            |   |                        |                                                      |                                                      |                                                      |                                                      |  |                       |                                      |                                      |                                      |                                      |                   | 0 |                   |                   |
|  |                                            | «Динамо» (Киев)                            | 3                                          |                                            |   |                        |                                                      |                                                      |                                                      |                                                      |  |                       |                                      |                                      |                                      |                                      |                   |   |                   |                   |
|  | «Нива» (Тернополь)                         | «Динамо» (Киев)                            | 3                                          | 0                                          | 0 | 0                      |                                                      |                                                      |                                                      |                                                      |  |                       |                                      |                                      |                                      |                                      |                   |   |                   |                   |
|  | «Нива» (Тернополь)                         |                                            |                                            | 0                                          | 0 | 0                      |                                                      |                                                      |                                                      |                                                      |  |                       |                                      |                                      |                                      |                                      |                   |   |                   |                   |
|  | «Таврия» (Симферополь)                     | 2                                          | 2                                          | 4                                          |   |                        |                                                      |                                                      |                                                      |                                                      |  |                       |                                      |                                      |                                      |                                      |                   |   |                   |                   |
|  | «Таврия» (Симферополь)                     | 2                                          | 2                                          | 4                                          |   | «Таврия» (Симферополь) | 2                                                    | 0                                                    | 2                                                    |                                                      |  |                       |                                      |                                      |                                      |                                      |                   |   |                   |                   |
|  |                                            |                                            |                                            |                                            |   | «Таврия» (Симферополь) | 2                                                    | 0                                                    | 2                                                    |                                                      |  |                       |                                      |                                      |                                      |                                      |                   |   |                   |                   |
|  |                                            | «Звезда» (Кировоград)                      | 1                                          | 1                                          | 2 |                        |                                                      |                                                      |                                                      |                                                      |  |                       |                                      |                                      |                                      |                                      |                   |   |                   |                   |
|  | «Звезда» (Кировоград)                      | «Звезда» (Кировоград)                      | 1                                          | 1                                          | 2 | 0                      | 1                                                    | 1                                                    |                                                      |                                                      |  |                       |                                      |                                      |                                      |                                      |                   |   |                   |                   |
|  | «Звезда» (Кировоград)                      |                                            |                                            |                                            |   | 0                      | 1                                                    | 1                                                    |                                                      |                                                      |  |                       |                                      |                                      |                                      |                                      |                   |   |                   |                   |
|  | «Днепр» (Днепропетровск)                   | 0                                          | 0                                          | 0                                          |   |                        |                                                      |                                                      |                                                      |                                                      |  |                       |                                      |                                      |                                      |                                      |                   |   |                   |                   |
|  | «Днепр» (Днепропетровск)                   | 0                                          | 0                                          | 0                                          |   |                        |                                                      |                                                      |                                                      |                                                      |  | «Звезда» (Кировоград) | 1                                    | 0                                    | 1                                    |                                      |                   |   |                   |                   |
|  |                                            |                                            |                                            |                                            |   |                        |                                                      |                                                      |                                                      |                                                      |  | «Звезда» (Кировоград) | 1                                    | 0                                    | 1                                    |                                      |                   |   |                   |                   |
|  |                                            | «Динамо» (Киев)                            | 5                                          | 1                                          | 6 |                        |                                                      |                                                      |                                                      |                                                      |  |                       |                                      |                                      |                                      |                                      |                   |   |                   |                   |
|  | «Металлург» (Донецк)                       | «Динамо» (Киев)                            | 5                                          | 1                                          | 6 | 0                      | 2                                                    | 2                                                    |                                                      |                                                      |  |                       |                                      |                                      |                                      |                                      |                   |   |                   |                   |
|  | «Металлург» (Донецк)                       |                                            |                                            |                                            |   | 0                      | 2                                                    | 2                                                    |                                                      |                                                      |  |                       |                                      |                                      |                                      |                                      |                   |   |                   |                   |
|  | «Металлист» (Харьков)                      | 1                                          | 3                                          | 4                                          |   |                        |                                                      |                                                      |                                                      |                                                      |  |                       |                                      |                                      |                                      |                                      |                   |   |                   |                   |
|  | «Металлист» (Харьков)                      | 1                                          | 3                                          | 4                                          |   | «Металлист» (Харьков)  | 1                                                    | 0                                                    | 1                                                    |                                                      |  |                       |                                      |                                      |                                      |                                      |                   |   |                   |                   |
|  |                                            |                                            |                                            |                                            |   | «Металлист» (Харьков)  | 1                                                    | 0                                                    | 1                                                    |                                                      |  |                       |                                      |                                      |                                      |                                      |                   |   |                   |                   |
|  |                                            | «Динамо» (Киев)                            | 2                                          | 3                                          | 5 |                        |                                                      |                                                      |                                                      |                                                      |  |                       |                                      |                                      |                                      |                                      |                   |   |                   |                   |
|  | СК «Одесса»                                | «Динамо» (Киев)                            | 2                                          | 3                                          | 5 | 2                      | 0                                                    | 2                                                    |                                                      |                                                      |  |                       |                                      |                                      |                                      |                                      |                   |   |                   |                   |
|  | СК «Одесса»                                |                                            |                                            |                                            |   | 2                      | 0                                                    | 2                                                    |                                                      |                                                      |  |                       |                                      |                                      |                                      |                                      |                   |   |                   |                   |
|  | «Динамо» (Киев)                            | 4                                          | 4                                          | 8                                          |   |                        |                                                      |                                                      |                                                      |                                                      |  |                       |                                      |                                      |                                      |                                      |                   |   |                   |                   |

## 1/8 финала

### Результаты
| Команда 1             | Итог | Команда 2                       | 1-й матч | 2-й матч |
| --------------------- | ---- | ------------------------------- | -------- | -------- |
| «Карпаты» (Львов)     | 4:3  | «Металлург» (Мариуполь)         | 2:0      | 2:3      |
| СК «Одесса»           | 2:8  | «Динамо» (Киев)                 | 2:4      | 0:4      |
| «Металлург» (Донецк)  | 2:4  | «Металлист» (Харьков)           | 0:1      | 2:3      |
| «Звезда» (Кировоград) | 1:0  | «Днепр» (Днепропетровск)        | 0:0      | 1:0      |
| «Нива» (Тернополь)    | 0:4  | «Таврия» (Симферополь)          | 0:2      | 0:2      |
| «Шахтер» (Донецк)     | 7:4  | «Прикарпатье» (Ивано-Франковск) | 4:0      | 3:4      |
| СК «Николаев»         | 1:5  | «Кривбасс» (Кривой Рог)         | 1:2      | 0:3      |
| ЦСКА (Киев)           | 0:1  | «Ворскла» (Полтава)             | 0:0      | 0:1      |

#### Первые матчи
| «Карпаты» (Львов)                 | 2:0             | «Металлург» (Мариуполь) |
| --------------------------------- | --------------- | ----------------------- |
| Назаров 22′ · Паляница 61′ (пен.) | протокол (укр.) |                         |

| «Металлург» (Донецк) | 0:1             | «Металлист» (Харьков) |
| -------------------- | --------------- | --------------------- |
|                      | протокол (укр.) | 46′ Карабута          |

| ЦСКА (Киев) | 0:0             | «Ворскла» (Полтава) |
| ----------- | --------------- | ------------------- |
|             | протокол (укр.) |                     |

| СК «Одесса»                       | 2:4             | «Динамо» (Киев)                                              |
| --------------------------------- | --------------- | ------------------------------------------------------------ |
| Спицын 15′ (пен.) · Стрижаков 76′ | протокол (укр.) | 3′, 26′ (пен.) Маковский · 33′ Герасименко · 88′ Венглинский |

| «Звезда» (Кировоград) | 0:0             | «Днепр» (Днепропетровск) |
| --------------------- | --------------- | ------------------------ |
|                       | протокол (укр.) |                          |

| «Нива» (Тернополь) | 0:2             | «Таврия» (Симферополь) |
| ------------------ | --------------- | ---------------------- |
|                    | протокол (укр.) | 43′, 56′ Гайдаш        |

| «Шахтер» (Донецк)                                     | 4:0             | «Прикарпатье» (Ивано-Франковск) |
| ----------------------------------------------------- | --------------- | ------------------------------- |
| Селезнёв 7′ · Ковалёв 22′ · Воробей 28′ · Матвеев 81′ | протокол (укр.) |                                 |

| СК «Николаев» | 1:2             | «Кривбасс» (Кривой Рог)      |
| ------------- | --------------- | ---------------------------- |
| Вакарь 76′    | протокол (укр.) | 38′ Рымшин · 81′ Воскобойник |

#### Ответные матчи
| «Днепр» (Днепропетровск) | 0:1             | «Звезда» (Кировоград) |
| ------------------------ | --------------- | --------------------- |
|                          | протокол (укр.) | 61′ Фёдоров           |

| «Ворскла» (Полтава) | 1:0             | ЦСКА (Киев) |
| ------------------- | --------------- | ----------- |
| Костюк 17′          | протокол (укр.) |             |

| «Металлист» (Харьков)                  | 3:2             | «Металлург» (Донецк)        |
| -------------------------------------- | --------------- | --------------------------- |
| Карабута 16′ · Тофан 23′ · Гольдин 65′ | протокол (укр.) | 40′ Булгаков · 85′ Покладок |

| «Таврия» (Симферополь)             | 2:0             | «Нива» (Тернополь) |
| ---------------------------------- | --------------- | ------------------ |
| Опарин 53′ · Митрофанов 63′ (пен.) | протокол (укр.) |                    |

| «Прикарпатье» (Ивано-Франковск)                          | 4:3             | «Шахтер» (Донецк)            |
| -------------------------------------------------------- | --------------- | ---------------------------- |
| Лютый 20′ (пен.), 87′ (пен.) · Ларин 28′ · Ковальчук 32′ | протокол (укр.) | 33′, 64′ Зубов · 60′ Воробей |

| «Металлург» (Мариуполь)                        | 3:2             | «Карпаты» (Львов)               |
| ---------------------------------------------- | --------------- | ------------------------------- |
| Пантилов 35′ (пен.) · Пушкуца 43′ · Браила 73′ | протокол (укр.) | 39′ (пен.) Паляница · 75′ Гецко |

| «Кривбасс» (Кривой Рог)       | 3:0             | СК «Николаев» |
| ----------------------------- | --------------- | ------------- |
| Рымшин 32′, 86′ · Симаков 38′ | протокол (укр.) |               |

| «Динамо» (Киев)                                | 4:0             | СК «Одесса» |
| ---------------------------------------------- | --------------- | ----------- |
| Шевченко 44′, 58′ · Ребров 60′ · Косовский 90′ | протокол (укр.) |             |

## 1/4 финала
| Команда 1              | Итог | Команда 2               | 1-й матч | 2-й матч |
| ---------------------- | ---- | ----------------------- | -------- | -------- |
| «Металлист» (Харьков)  | 1:5  | «Динамо» (Киев)         | 1:2      | 0:3      |
| «Таврия» (Симферополь) | 2:2  | «Звезда» (Кировоград)   | 2:1      | 0:1      |
| «Шахтер» (Донецк)      | 2:1  | «Кривбасс» (Кривой Рог) | 2:1      | 0:0      |
| «Ворскла» (Полтава)    | 2:6  | «Карпаты» (Львов)       | 2:3      | 0:3      |

### Первые матчи
| «Металлист» (Харьков) | 1:2             | «Динамо» (Киев)           |
| --------------------- | --------------- | ------------------------- |
| Пец 41′               | протокол (укр.) | 16′ Косовский · 65′ Гусин |

| «Ворскла» (Полтава) | 2:3             | «Карпаты» (Львов)          |
| ------------------- | --------------- | -------------------------- |
| Мелащенко 53′, 82′  | протокол (укр.) | 22′, 50′ Гецко · 85′ Мизин |

| «Таврия» (Симферополь) | 2:1             | «Звезда» (Кировоград) |
| ---------------------- | --------------- | --------------------- |
| Осипов 36′, 79′        | протокол (укр.) | 83′ Ковба             |

| «Шахтер» (Донецк)       | 2:1             | «Кривбасс» (Кривой Рог) |
| ----------------------- | --------------- | ----------------------- |
| Матвеев 75′, 86′ (пен.) | протокол (укр.) | 5′ Рымшин               |

### Ответные матчи
| «Динамо» (Киев)                  | 3:0             | «Металлист» (Харьков) |
| -------------------------------- | --------------- | --------------------- |
| Ребров 66′, 88′ · Пец 83′ (авт.) | протокол (укр.) |                       |

| «Звезда» (Кировоград) | 1:0             | «Таврия» (Симферополь) |
| --------------------- | --------------- | ---------------------- |
| Мартынов 35′          | протокол (укр.) |                        |

| «Карпаты» (Львов)             | 3:0             | «Ворскла» (Полтава) |
| ----------------------------- | --------------- | ------------------- |
| Паляница 19′, 36′ · Гецко 77′ | протокол (укр.) |                     |

| «Кривбасс» (Кривой Рог) | 0:0             | «Шахтер» (Донецк) |
| ----------------------- | --------------- | ----------------- |
|                         | протокол (укр.) |                   |

## 1/2 финала
| Команда 1             | Итог       | Команда 2         | 1-й матч | 2-й матч |
| --------------------- | ---------- | ----------------- | -------- | -------- |
| «Звезда» (Кировоград) | 1:6        | «Динамо» (Киев)   | 1:5      | 0:1      |
| «Карпаты» (Львов)     | 2:2 (д.в.) | «Шахтер» (Донецк) | 1:0      | 1:2      |

### Первые матчи
| «Звезда» (Кировоград) | 1:5             | «Динамо» (Киев)                                    |
| --------------------- | --------------- | -------------------------------------------------- |
| Гусев 57′             | протокол (укр.) | 23′, 40′ Ребров · 26′ Шевченко · 67′, 85′ Хацкевич |

| «Карпаты» (Львов)   | 1:0             | «Шахтер» (Донецк) |
| ------------------- | --------------- | ----------------- |
| Паляница 65′ (пен.) | протокол (укр.) |                   |

### Ответные матчи
| «Динамо» (Киев) | 1:0             | «Звезда» (Кировоград) |
| --------------- | --------------- | --------------------- |
| Кормильцев 85′  | протокол (укр.) |                       |

| «Шахтер» (Донецк)        | 2:1 (доп. вр.)  | «Карпаты» (Львов) |
| ------------------------ | --------------- | ----------------- |
| Матвеев 54′, 101′ (пен.) | протокол (укр.) | 111′ Мизин        |

## Финал
Финальный матч состоялся 30 мая 1999 года в Киеве на национальном спортивном комплексе «Олимпийский».
| «Карпаты» (Львов) | 0:3             | «Динамо» (Киев)                   |
| ----------------- | --------------- | --------------------------------- |
|                   | протокол (укр.) | 18′, 67′ Шевченко · 19′ Белькевич |

| Обладатель Кубка Украины 1998/99 |
| -------------------------------- |
| «Динамо» (Киев) 4-й титул        |

## Лучшие бомбардиры
| Место | Игрок              | Клуб      | Матчи | Голы (пен.) |
| ----- | ------------------ | --------- | ----- | ----------- |
| 1     | Артём Лопаткин     | Сталь     | 6     | 8           |
| 2     | Вячеслав Терещенко | СК Одесса | 10    | 8 (1)       |
| 3     | Андрей Шевченко    | Динамо К  | 4     | 5           |
| 4     | Сергей Ребров      | Динамо К  | 5     | 5           |
| 5     | Сергей Драницкий   | Волынь    | 6     | 5 (2)       |
| 5     | Олег Матвеев       | Шахтёр Д  | 6     | 5 (2)       |
| 7     | Александр Паляница | Карпаты   | 7     | 5 (3)       |
| 8     | Олег Мочуляк       | СК Одесса | 10    | 5           |
| 9     | Евгений Ерёменко   | Шахтёр С  | 4     | 4           |
| 9     | Игорь Продан       | Нефтяник  | 4     | 4           |
| 9     | Евгений Рымшин     | Кривбасс  | 4     | 4           |